# Jeong Min-su
Jeong Min-su (in coreano 정민수; 5 ottobre 1991) è un pallavolista sudcoreano, libero del Woori WON.

## Carriera

### Club
La carriera di Jeong Min-su inizia nei tornei scolastici sudcoreani e poi in quelli universitari, vestendo rispettivamente le maglie della Dongmyung HS e della GNTECH. Fa il suo esordio in V-League nella stagione 2013-14, selezionato come seconda scelta del quarto turno al draft dal Woori Card Hansae, rinominato Woori Card Wibee dal campionato 2016-17, col quale si aggiudica la Coppa KOVO 2015. 

### Nazionale
Nell'estate del 2014 debutta nella nazionale sudcoreana vincendo la medaglia d'oro alla Coppa asiatica 2014 e quella di bronzo alla Volleyball Challenger Cup 2022.

## Palmarès

### Club
- Coppa KOVO: 1

2015

### Nazionale (competizioni minori)
- Coppa asiatica 2014
- Volleyball Challenger Cup 2022

### Premi individuali
- 2018 - V-League: MVP All-Star Game
- 2019 - V-League: Miglior libero